# マギンダナオ州
マギンダナオ州（マギンダナオしゅう、Province of Maguindanao）は、フィリピン南部ミンダナオ島中部に存在した州で、バンサモロ自治地域（Bangsamoro Autonomous Region in Muslim Mindanao, BARMM）に属していた。コタバト市を含む面積は5,078km2、人口は約167万人。なおコタバト市は州から独立した自治体であり、行政上はマギンダナオ州に含まれない。コタバト市を除いた面積は4,925km2、人口は1,342,179人（いずれも2020年国勢調査）。

## 地理
北にラナオ・デル・スル州、東にソクサージェン地方のコタバト州、南にスルタン・クダラット州と接し、西にはモロ湾を臨む。

## 歴史

### マギンダナオ王国
この地は古くからマギンダナオ族のマギンダナオ王国があった。

### イスラム伝来
16世紀にジョホールから来たシャリーフ・ムハンマド・カブンスワン（Shariff Mohammed Kabungsuwan）がイスラム教を紹介し王族の姫と結婚、マギンダナオ王国はスルタンに率いられ、コタバト平野の農業力を背景とする強大な国家となり、スペインと300年以上に渡って続いたモロ戦争が始まった。
スルタン・クダラットが治めた17世紀にはミンダナオ全島を支配し、マニラのスペイン人植民政府も手の出せない存在となった。

### スペイン支配期
19世紀半ばに勢力が衰え、スペイン人の支配するところとなった。米西戦争。

### アメリカ支配期
20世紀に入って米比戦争後のアメリカ支配時代になっても、この地方では依然としてモロの反乱が続いていた。1903年にモロ州（Moro Province）が作られた。1914年にここから旧コタバト州とスールー州が誕生し、もともとは旧コタバト州の一部であった。
1945年、en:Battle of Maguindanao（1月 - 9月）。

### 独立
1966年に旧コタバト州から南コタバト州が分離。1973年に旧コタバト州がマギンダナオ州、現在のコタバト州、スルタン・クダラット州の3州に分裂し、マギンダナオ州はその内の1つとして再編され誕生した。これらコタバト州から分かれた四つの州の中で、ムスリムが多数派を占める州はこのマギンダナオ州だけである。
1989年には「イスラム教徒ミンダナオ自治地域」（ARMM）に加わっている。
1990年代後半から2000年代初頭にかけては、モロ・イスラム解放戦線が山岳部に司令部を設置。当時のエストラーダ政権に対して武装闘争を行うなど反政府勢力の活動が活発になった
。

### シャリフ・カブンスアン州問題
2006年10月31日に、ARMMの自治法に基づき、マギンダナオ州29町において住民投票がおこなわれた結果、北部の10町がフィリピン80個目の新しい州・シャリフ・カブンスアン州（Shariff Kabunsuan）を構成することとなった。しかし2008年の最高裁判決により、ARMMは州や市を新設する権限を有さず、州創設のための自治法は違憲とされ、シャリフ・カブンスアン州創設は無効となった。

### 州知事らによる大量殺人容疑
2009年12月5日、マギンダナオ州に戒厳令が布告。州知事選挙にからむ大量殺人に関与した州知事一族の身柄が拘束された。

### 分割・廃止
2022年9月17日、コタバト市を除く全自治体で分割を問う住民投票が実施され、賛成多数となったことで北マギンダナオ州と南マギンダナオ州に分割された。

## 行政区画
廃止時点で36の自治体が存在した。
- アンパトゥアン（英語版）（Ampatuan）
- バリラ（英語版）（Barira）
- ブルドン（英語版）（Buldon）
- ブルアン（英語版）（Buluan）
- Datu Abdullah Sangki
- Datu Anggal Midtimbang
- ダトゥ・ブラー・T・シンスアット（英語版）（Datu Blah T. Sinsuat）
- ダトゥ・ホッファー・アンパトゥアン（英語版）（Datu Hoffer Ampatuan）
- ダトゥ・オディン・シンスアット（英語版）（Datu Odin Sinsuat）
- Datu Montawal
- Datu Paglas
- Datu Piang
- Datu Salibo
- Datu Saudi Ampatuan
- Datu Unsay
- General Salipada K. Pendatun
- Guindulungan
- カブンタラン（英語版）（Kabuntalan）
- Mamasapano
- マングダダトゥ（英語版）（Mangudadatu）
- マタノグ（英語版）（Matanog）
- 北部カブンタラン（英語版）（Northern Kabuntalan）
- Pagalungan
- Paglat
- Pandag
- パラン（英語版）（Parang）
- Rajah Buayan
- シャリフ・アグアク（英語版）（Shariff Aguak）
- Shariff Saydona Mustapha
- 南ウピ（英語版）（South Upi）
- スルタン・クダラット（英語版）（Sultan Kudarat）
- スルタン・マストゥーラ（英語版）（Sultan Mastura）
- Sultan sa Barongis
- Talayan
- Talitay
- ウピ（英語版）（Upi）

### 州都

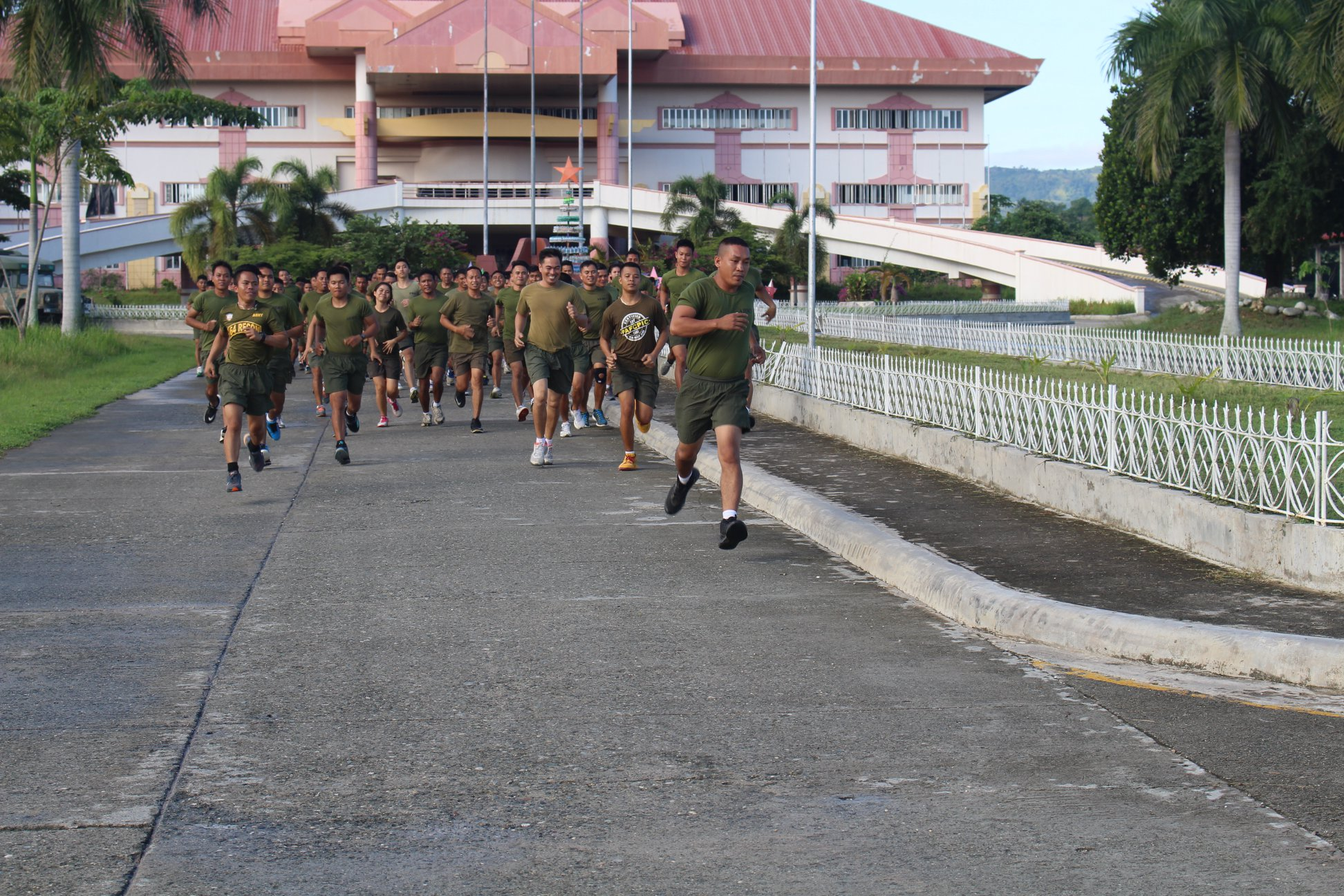
シャリフ・アグアクの旧州庁舎

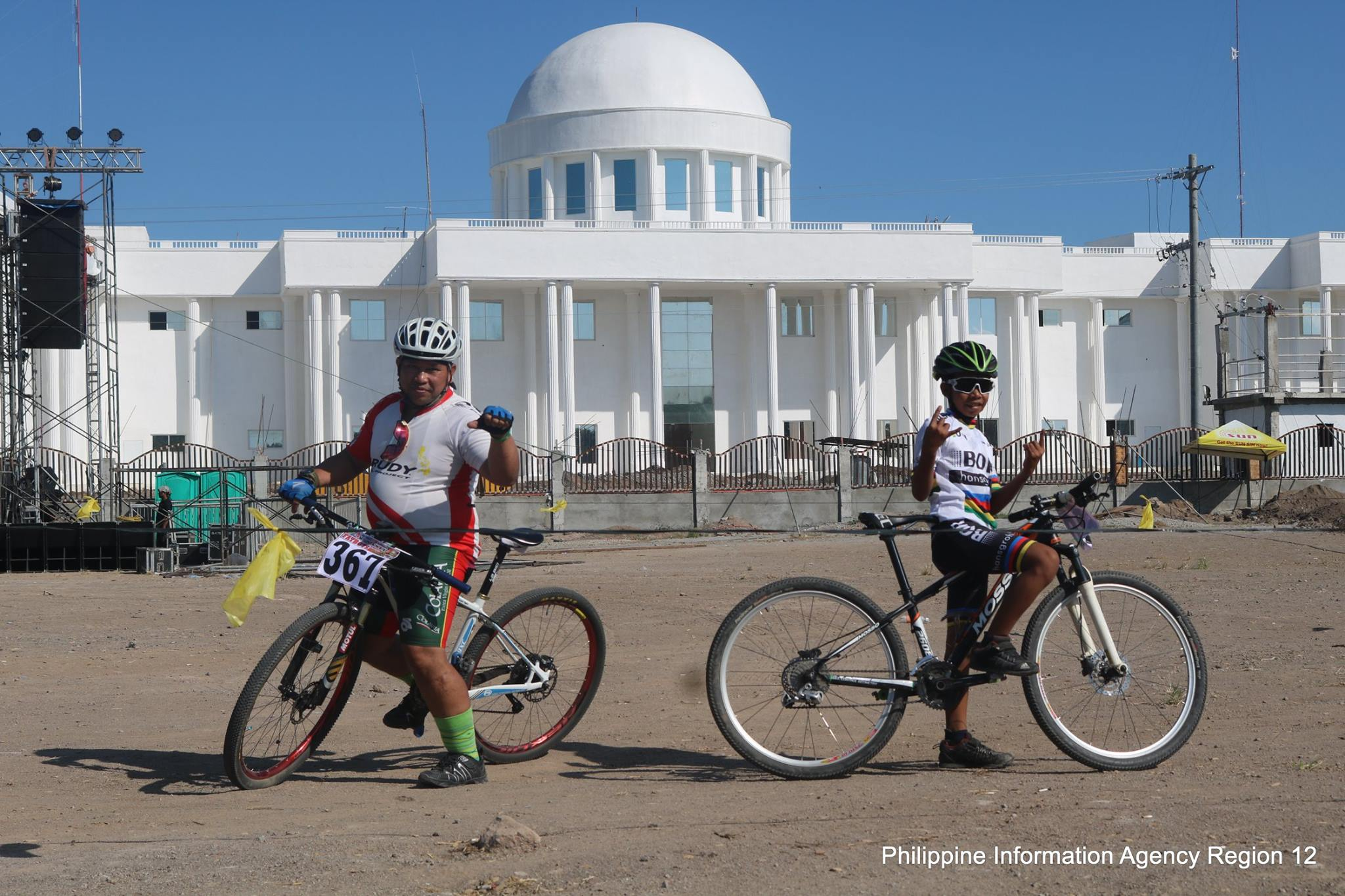
ブルアンの新州庁舎

マギンダナオ州の創設を定めた1973年大統領令第341号では州都はマガノイ（現在のシャリフ・アグアク）とされていたが、州知事が代替わりするごとに何度も移動された。
初代州知事のシメオン・ダトゥマノンはリムポンゴ（現在のダトゥ・ホッファー・アンパトゥアン）で就任した。第2代州知事のザカリア・カンダオはコタバト市で公務を執り行った。第3代州知事のDatu Sanggacala Baraguirは故郷スルタン・クダラットに新たな州庁舎を建設した。第4代州知事のSandiale Sambolawanは故郷のマガノイで就任し、住民投票を実施して州都をマガノイへ戻そうと画策した。だが住民投票は実施されず、法定上の州都と事実上の州都は分離したままであった。
1986年のフェルディナンド・マルコス政権終焉後、第5代および第7代州知事のザカリア・カンダオと第6代州知事のNorodin A. Matalamは州庁舎のあるスルタン・クダラットで公務を執り行った。2001年に就任した第8代州知事のアンダル・アンパトゥアン・シニアおよび息子の第9代州知事のサジド・アンパトゥアンは、一族の本拠地であるシャリフ・アグアク（1996年にマガノイから改名）で就任した。アンパトゥアン一族の家に隣接した場所に新たな州庁舎が開設されたが、アンパトゥアン親子は主に自宅の「サテライトオフィス」で公務を執り行った。
2010年州知事選挙で勝利したエスマエル・マングダダトゥは対立候補のアンパトゥアン一族からの報復を懸念し、故郷のブルアンを一時的な州都とした。2011年5月3日、立法府はシャリフ・アグアクの州庁舎へ戻り、事実上行政府のブルアンとの複都制になった。両者の距離は100キロメートルを超えていた。2012年4月に州政府はスルタン・クダラットを州都と宣言したが、2016年1月、州政府はブルアンで新たな州庁舎建設を開始した。シャリフ・アグアクの旧州庁舎は一時的に陸軍旅団の拠点として使われた後、学校に改築される予定であった。2019年、州知事に就任したマリアム・マングダダトゥはシャリフ・アグアクを州都と宣言し、ブルアンに建設中の新州庁舎は病院に変更することを計画した。
マギンダナオ州の分割によってスルタン・クダラットは北マギンダナオ州、シャリフ・アグアクとブルアンは南マギンダナオ州へそれぞれ移動した。南マギンダナオ州の州都はブルアンとなったが、北マギンダナオ州の州都はダトゥ・オディン・シンスアットになった。

## 産業
コタバト平野の稲作が主な産業である。

## 住民

### 民族・宗教
ムスリムのモロ族、マギンダナオ族（「氾濫原の人々」の意味）が多い。マギンダナオには20世紀にマルコス政権下で多くのキリスト教徒がフィリピン北部・中部から移住している。また山岳部にはティルライ族（Tiruray）がいる。

### 言語
モロ語、マギンダナオ語等。

## 文化
地元には民族音楽クリンタン（Kulintang）や独自の織物、かご、楽器作りなど、豊かな文化が伝えられている。山岳部のティルライ族は焼き畑農業や狩猟、工芸などを営んでいる。

## 治安
地元の政敵一族同士の衝突が頻繁で、2009年には大量殺人も発生した。